# Lua
Луа (от португалски: lua – „луна“) е лек, мултипарадигмен език за програмиране от високо ниво, предназначен предимно за вградена употреба в приложения. Lua е междуплатформен, тъй като интерпретаторът на компилиран код е написан на ANSI C. Lua има сравнително прост API на C, за вграждане в приложения.
Lua първоначално е проектиран през 1993 г. като език за разширяване на софтуерните приложения, за да отговори на нарастващото търсене на персонализиране по това време. Езикът предоставя основните средства на повечето процедурни езици за програмиране, като са включени сложни или предметно ориентирани функции. Вместо това програмистите имат на разположение средства за разширяването на езика при необходимост. Тъй като Lua е предназначен да бъде общ език за вграждане на разширения, дизайнерите на Lua се фокусират върху подобряването на неговата скорост, преносимост, разширяемост и лекота на използване при разработката.

## История
Езикът Lua е създаден през 1993 г. от Роберту Йерусалимски, Луиш Енрике де Фигейреду и Валдемар Селеш, членове на Технологичната група за компютърна графика (Tecgraf) в Папския католически университет в Рио де Жанейро, Бразилия.
В периода 1977 – 1992 в Бразилия се прилага затворена политика по отношение на външно-търговските връзки (на английски: trade barriers) и в частност търговията с компютри и софтуер. За да задоволят търсенето на специализиран софтуер в страната, Tecgraf разработват няколко собствени приложения направо от нулата.

### Синтаксис
Класическият пример, отпечатващ на екрана „Здравей, свят!“, може да бъде написан по следния начин:
```
print
(
"Hello, World!"
)

```

или като:
```
print
 
'Hello, World!'

```

## Приложения
При разработката на видеоигри Lua се използва широко като скриптов език от програмистите, главно поради възприеманата му лекота за вграждане, бързо изпълнение и къса крива на обучение.
Известни игри, които използват Lua, са: Roblox, Garry's Mod, Payday 2, Phantasy Star Online 2, Dota 2, Angry Birds Space, Crysis и много други. Някои игри, които не поддържат първоначално програмиране или скриптове на Lua, имат тази функционалност, добавена от модове, както ComputerCraft е добавен за Minecraft. В допълнение, Lua се използва и в софтуер за други типове игри, като Adobe Lightroom, Moho, iClone, Aerospike и определен системен софтуер във FreeBSD и NetBSD.
Lua, използвайки разширението Scribunto, е достъпна в софтуера на МедияУики. Използва се за извличането и обработката на информация от Уикиданни, както и за създаването на шаблони, които иначе биха били доста ресурсоемки или биха имали изключително сложен синтаксис.